# La Course à la saucisse
Pour plus de détails, voir Fiche technique et Distribution.
La Course à la saucisse est un film muet français réalisé par Alice Guy en 1907.

## Synopsis
Un caniche plein d'entrain s’empare d’une saucisse à la devanture d’une épicerie. Il est aussitôt poursuivi. Sur sa route, il rencontre :
- deux commères en train de commenter l'actualité du jour et qui ne tardent guère à être renversées par la charcuterie baladeuse,
- deux peintres en bâtiment dont l'échafaudage s'écroule en raison de l’ardeur des poursuivants,
- une bonne d'enfant poussant un landau plusieurs fois renversé,
- un groupe de quilleurs - donnant illustration à l'expression « Un chien dans un jeu de quilles » -,
- un tombereau dans lequel une fermière avait réussi à faire monter deux cochons,
- un homme poussant une voiture à bras,
- un artiste de cirque qui venait de tendre une feuille de papier sur un cerceau et dont l'ouvrage se trouve gâché,

autant de personnes qui viennent grossir la troupe des poursuivants.
Puis, l'espiègle chien saute à travers une fenêtre : tout le monde le suit, semant une totale confusion dans la pièce où une humble ménagère était en train de plumer une volaille.
La course se continue sur une voie ferrée où un train vient écraser le berceau dont la nurse réussit toutefois à extraire à temps le bébé.
Un plus loin, un Tartarin de passage réussit à « tuer » la saucisse sur les restes de laquelle se précipite la meute des poursuivants affamés par la course, cela au grand dam de l'épicier qui n’en peut mais.
Notre caniche triomphera cependant car il lui reste un morceau suffisant de son butin pour se régaler.

## Analyse
En début de film, le héros canin de l'aventure est présenté au spectateur sur une petite estrade devant une tenture neutre : de même à la fin, pour le « triomphe » au cours duquel le caniche fait le beau. 

## Fiche technique
- Titre : La Course à la saucisse
- Réalisation : Alice Guy
- Société de production : Société L. Gaumont et compagnie
- Pays d'origine :  France
- Genre :  Comédie, Film burlesque
- Durée : 4 minutes
- Date de sortie : 1907
- Licence : Domaine public

## À noter
Le film presque entièrement tourné en extérieurs, est une occasion de découvrir le paysage des barrières de Paris et donne ainsi un aspect documentaire involontaire à cette comédie burlesque.